# David di Donatello 2000
La cerimonia di premiazione della 45ª edizione dei David di Donatello si è svolta il 19 aprile 2000 a Cinecittà, Roma, con la conduzione di Carlo Conti.
Vincitore indiscusso di questa edizione fu Pane e tulipani, che vinse nove statuette su nove candidature.

## Vincitori e nominati
Vengono di seguito indicati in grassetto i vincitori.
Miglior film
- Pane e tulipani, regia di Silvio Soldini
- Canone inverso - Making Love, regia di Ricky Tognazzi
- Garage Olimpo, regia di Marco Bechis

Miglior regista
- Silvio Soldini - Pane e tulipani
- Marco Bechis - Garage Olimpo
- Ricky Tognazzi - Canone inverso - Making Love

Miglior regista esordiente
- Alessandro Piva - LaCapaGira
- Andrea e Antonio Frazzi - Il cielo cade
- Piergiorgio Gay e Roberto San Pietro - Tre storie

Migliore sceneggiatura
- Doriana Leondeff e Silvio Soldini - Pane e tulipani
- Marco Bechis e Lara Fremder - Garage Olimpo
- Simona Izzo e Ricky Tognazzi - Canone inverso - Making Love

Migliore produttore
- Amedeo Pagani - Garage Olimpo
- Vittorio Cecchi Gori - Canone inverso - Making Love
- Domenico Procacci - Come te nessuno mai

Migliore attrice protagonista
- Licia Maglietta - Pane e tulipani
- Lorenza Indovina - Un amore
- Francesca Neri - Il dolce rumore della vita
- Francesca Neri - Io amo Andrea
- Isabella Rossellini - Il cielo cade

Migliore attore protagonista
- Bruno Ganz - Pane e tulipani
- Stefano Accorsi - Ormai è fatta!
- Fabrizio Gifuni - Un amore
- Carlo Verdone - C'era un cinese in coma

Migliore attrice non protagonista
- Marina Massironi - Pane e tulipani
- Rosalinda Celentano - Il dolce rumore della vita
- Anna Galiena - Come te nessuno mai

Migliore attore non protagonista
- Giuseppe Battiston - Pane e tulipani (ex aequo)
- Leo Gullotta - Un uomo perbene (ex aequo)
- Emilio Solfrizzi - Ormai è fatta!

Migliore direttore della fotografia
- Luca Bigazzi - Pane e tulipani (ex aequo)
- Fabio Cianchetti - Canone inverso - Making Love (ex aequo)
- Giuseppe Lanci - La balia

Migliore musicista
- Ennio Morricone - Canone inverso - Making Love
- Paolo Buonvino - Come te nessuno mai
- Pivio e Aldo De Scalzi - Ormai è fatta!

Migliore scenografo
- Francesco Bronzi - Canone inverso - Making Love
- Marco Dentici - La balia
- Antonello Geleng e Marina Pinzuti - Amor nello specchio

Migliore costumista
- Sergio Ballo - La balia
- Alfonsina Lettieri - Canone inverso - Making Love
- Lucia Mirisola - La carbonara

Migliore montatore
- Carla Simoncelli - Canone inverso - Making Love
- Jacopo Quadri - Garage Olimpo
- Cecilia Zanuso - Ormai è fatta!

Migliore fonico di presa diretta
- Maurizio Argentieri - Pane e tulipani
- Tullio Morganti - Il dolce rumore della vita
- Bruno Pupparo - Come te nessuno mai

Miglior cortometraggio
- Monna Lisa, regia di Matteo Delbò

Miglior film straniero
- Tutto su mia madre (Todo sobre mi madre), regia di Pedro Almodóvar
- American Beauty (American Beauty), regia di Sam Mendes
- East is East (East is East), regia di Damien O'Donnell

Premio David Scuola
- Canone inverso - Making Love, regia di Ricky Tognazzi

Targa d'Oro
- Mariangela Melato
- Giancarlo Giannini
- Giorgio Armani
- Alessandro von Normann
- U.N.I.T.E.C. Unione Nazionale Industrie Tecniche Cineaudiovisive

David speciale
- Massimo Boldi e Christian De Sica
- Leonardo Pieraccioni
- Vittorio Cecchi Gori